# Luis Noya
Luis Noya Domínguez (La Guardia, Pontevedra, octubre de 1931 - Vigo, Pontevedra, 16 de agosto de 2006) fue un impresor gallego emigrante en Venezuela y vinculado a la resistencia antifranquista.

## Emigración
Hijo de Juan Noya Gil, teniente alcalde de La Guardia durante el golpe de Estado del 18 de julio de 1936, sindicalista, periodista y activo integrante del Partido Galeguista, el cual tuvo que pasar varios años escondido durante la guerra, huyendo de la represión franquista. Al poco del final de la guerra, Juan Noya marchó para Venezuela con sus dos hijos, Luis y Óscar.
En Venezuela, Luis participó de la vida del republicano y galleguista Lar Gallego, que se había fundado en 1945, poco tiempo después de la del centro vasco Eusko Etxea de Caracas. También participó en la fundación de la Hermandad Gallega de Venezuela el 12 de octubre de 1960. Allí, en la emigración, tuvo contacto con diversos intelectuales gallegos, como Pura Vázquez o Celso Emilio Ferreiro, así como con el partido comunista.
Futbolista de vocación, en el país sudamericano organizó y participó del fútbol entre las comunidades inmigrantes y llegó a jugar cómo profesional de este deporte, minoritario en Venezuela.

## El Santa María
La vuelta definitiva de Luis Noya a Galicia se produjo en 1961, y quiso la suerte que fuese a bordo del barco portugués «Santa María». Al poco de salir de Caracas el barco fue secuestrado por un comando formado por gallegos y portugueses, el DRIL. En ese comando estaban dos conocidos suyos, Xosé Velo y el comandante Sotomayor. A Luis Noya se debe la única filmación existente del secuestro, filmación que había realizado con su pequeña cámara y que había escondido al llegar a Canarias para no ser confiscada por las autoridades franquistas.

## El regreso
Al volver de la emigración, Luis Noya se puso a trabajar junto a su padre para sacar adelante la imprenta familiar Gráficas Numen, de Vigo. La empresa fue muy importante en el tejido de la resistencia antifranquista, produciendo diversos materiales y folletos vinculados a grupos comunistas y galleguistas, así como diversos libros en gallego. En los locales de la imprenta se conserva la minerva con la que se estampaba en Orense el periódico agrarista La Zarpa. Por su labor editorial recibió el premio Xerais de apoyo a la edición literaria.
Durante las últimas décadas del franquismo militó activamente en el PCE y en diversos movimientos solidarios, y apoyó el Comité Gallego Bolivariano de Solidaridad, de tendencia chavista.